# Edmond Enoka
Edmond Enoka (Douala, 1955. december 17. –) kameruni válogatott labdarúgó.

## Pályafutása

### Klubcsapatban
1976 és 1982 között a Dragon Yaoundé, 1982 és 1984 között a Dynamo Douala, 1984 és 1987 között az Union Douala, 1988 és 1989 között a Caiman Douala csapatában játszott. 1990-ben a Canon Yaoundé, 1991-ben a Léopards de Douala játékosa volt. 

### A válogatottban
1981 és 1985 között szerepelt a kameruni válogatottban. Részt vett az 1982-es világbajnokságon és tagja volt az 1984-ben Afrikai nemzetek kupáját nyerő válogatott keretének is.

## Sikerei, díjai
Kamerun
- Afrikai nemzetek kupája (1): 1984